# قطعنامه ۳۰۱ شورای امنیت
قطعنامه ۳۰۱ شورای امنیت سازمان ملل متحد که در تاریخ ۲۰ اکتبر ۱۹۷۱ تصویب شد، سندی بین‌المللی دربارهٔ وضعیت نامبیا است. این قطعنامه طی نشست ۱٬۵۹۸ام
با ۱۳ موافق،۰ مخالف و۲ ممتنع تصویب شد.